# Золотарёва, Анастасия Юрьевна
Никитина Анастасия (род. 1990) — российская спортсменка, Заслуженный мастер спорта России по гиревому спорту. Многократная рекордсменка России, Европы и мира в рывке. Первая в России женщина, получившая спортивное звание Мастер спорта России международного класса по гиревому спорту, а затем и Заслуженный мастер спорта России по гиревому спорту.

## Спортивная карьера
Анастасия начала заниматься гиревым спортом в 12 лет. Первый тренер Валерий Поздышев. Несмотря на насмешки и скептическую реакцию окружающих начала делать успехи. В это время Настя была освобождена от занятий физкультурой по состоянию здоровья и гиревой спорт стал для неё отдушиной.
— Занимаясь с гирями, я реализовывала свой спортивный потенциал, своё стремление к движению. Я буквально «голодала» по движению в школе, и гиревой спорт стал моей «едой».Анастасия Золотарева

В 2006 году переехала в Томск из области и перешла к новому тренеру Ажермачёву Алексею Борисовичу. 
Я нашла себя. Я нашла своё дело. Я нашла своего тренера. И благодарна судьбе за то, что мы с ним сработались. Не знаю, что нужно сделать, чтобы я отказалась от всего этого.
В этом же году на Чемпионате России в Омске заняла второе место и выполнила норматив КМС. Насте было 16 лет, но соревновалась она в том числе со взрослыми спортсменками.  В 18 лет выполнила норматив Мастера спорта.
В 2014 году присвоено звание Заслуженный мастер спорта России приказом №139-нг от 6 октября 2014 года.
Начиная с 2009  года Анастасия выигрывала золото на всех чемпионатах Европы и мира. Некоторые из них с новыми рекордами. От участия в чемпионате мира 2014 в Гамбурге ей пришлось отказаться в связи с беременностью. По утверждению самой спортсменки после рождения ребенка она планирует вернуться в спорт так скоро, как это будет возможно.
После рождения ребеночка я точно и безоговорочно вернусь в спорт. Меня ждут в Школе высшего спортивного мастерства, в Федерации, в сборной России. Все звонят, пишут. Говорят: «Не вздумай завязывать». Да вы меня еще выгонять будете, чтобы я завязала!Анастасия Золотарёва